# Tenodera intermedia
Tenodera intermedia är en bönsyrseart som beskrevs av Henri Saussure 1870. Tenodera intermedia ingår i släktet Tenodera och familjen Mantidae. Inga underarter finns listade i Catalogue of Life.